# Masseskyderiet i Korat 2020
Den 8. og 9. februar 2020 skød og dræbte den 32-årige sergent-major Jakrapanth Thomma 29 personer og sårede 58 andre i Nakhon Ratchasima, almindeligt kendt som Korat, i Thailand. Thomma blev skudt af politi og specialstyrker om morgenen den 9. februar.

## Baggrund
Det var angiveligt en personlig konflikt om økonomi mellem en soldat, den 32-årige sergent-major Jakrapanth Thomma, og hans overordnede kommandant, oberst Ananrote Krasaes svigermor, fru Anong Mitchan, omkring en ejendomshandel, der var baggrunden for, at soldaten gik amok. Jakrapath Tomna havde fungeret som ejendomsagent og henvist soldaterkolleger til at købe huse fra fru Mitchan. Han blev betalt en kommission på 50,000 thailandske baht (omkring 10.000 DKK) per handel, men hans kommission fra den seneste handel var udeblevet, trods adskillige rykkere.
Dagen før Thomma begik de mange drab, havde han opdateret sin Facebookprofil med: "Rig af at snyde. Udnytte andre mennesker. Tror de, at man kan bruge penge i helvede?" Den 8. februar mødtes han med sin overordnede, oberst Krasaes, og fru Mitchan, som han begge skød og dræbte. Derfra tog han til Surathamphitak Militærbasens depot, hvor han skød og dræbte vagten, stjal skydevåben og en Humvee militærbil, og kørte mod provinsens hovedstad, byen Korat, også kendt som Nakhon Ratchasima. Undervejs opdagede han, at han blev forfulgt og standsede ved et buddhistisk tempel i en skov, hvor han skød og dræbte sine forfølgere. En munk, der befandt sig i skovtemplet på det tidspunkt, fortalte at Thomna parkerede den stjålne Humvee og roligt skød mod forbipasserende køretøjer og folk på vejen. Han forblev på samme sted i cirka en halv time. En studerende, der kørte på en motorcykel og to politimænd på en motorcykel blev også skudt. I alt ni mennesker lå dræbt på vejen ved templet.

## Massakre i Korat by
Da Thomma ankom til Korat by, cirka 260 kilometer nordøst for hovedstaden Bangkok, kørte han til indkøbscentret Terminal 21, hvor han åbnede ild mod tilfældige forbipasserende og handlende i centret. Her dræbte han mindst 12 personer. Efterfølgende opdaterede han sin Facebook-side med et billede af sig selv med et våben og teksten "Døden er uundgåelig for alle". Senere skrev han, at han var træt og havde ondt i fingeren af at skyde og spurgte: "Skal jeg give op?" Kort efter lukkede Facebook hans profil. Nyhedsmedierne delte videooptagelser af skudepisoden udenfor indkøbscentret, og senere viste Tv-stationer billeder med adskillige personer, der kom løbende i grupper ud af centeret, nogle med børn, mens andre hjalp ældre.
Om aftenen ankom specialstyrker, der stormede indkøbscentret og fik kontrol over stueetagen. Det forlød i medierne, at soldaten holdt gidsler i indkøbscentret. Avisen Sanook beskrev, hvordan et antal børn i alderen fra fire til 15-16 år blev undervist i forskellige klasserum af tre thailandske og tre udenlandske lærere på indkøbscentrets første sal. Da skuddramaet udviklede sig fik de udenlandske lærere gennet børn og forældre ind i et aflåst mørkt lagerum bag klasselokalerne. Lærene fortalte børnene, at der i dag var en speciel aktivitet og forberedte børnene gennem leg på, at de skulle overnatte derinde. Først adskillige timer senere lykkedes det af befri børnene.
Avisen Bangkok Post beskrev senere, hvordan folk havde forskanset sig på toiletter og via deres mobiltelefoner fik kontakt med indkøbscentrets kontrolrum for CCTV videoovervågning, hvorfra man kunne følge Thommas færden med en maskinpistol over skulderen, iført hjelm og kampuniform. Det reddede dem angiveligt. Det kom i løbet af natten til skudvekslinger, mellem specialstyrker og soldaten, der søgte tilflugt i kælderetagen, hvor han gemte sig i en dagligvarebutik. Klokken 9 om morgenen, den 9. februar, lykkedes det militær og politi at trænge frem til Thomma og dræbe ham i ildkamp. På daværende tidspunkt var der opgjort 26 omkomne, ikke inklusive drabsmanden selv, og 57 sårede; dødstallet steg senere til 29, ligeledes ikke inklusive drabsmanden, og antal sårede til 58.
Efterfølgende kom det frem, at politiet flere gange forsøgte at overtale Thomna til at overgive sig. De bragte endda hams mor til det belejrede indkøbscenter for at tale med hendes søn, men hun kom ikke ind i Terminal 21, da man ikke var i stand til at garantere for hendes sikkerhed. Moren mente heller ikke, at det ville give nogen mening, at hun talte med sin søn, "da han havde både depression og et ekstremt dårligt humør".

## Tidslinje
8. februar
- 12:10 Drabsmanden, sergent-major Jakrapanth Thomma, beklager sig på sin Facebookprofil, over at rige folk snyder og tager fordel af andre. Opdateringen slutter med følgende: "Tror de, at de kan bruge penge i Helvede?"
- 15:00 Thomma ankommer til et hus for at diskutere økonomi under overværelse af hans kommandant. Efter en diskussion skyder han kommandanten og en kvinde, der beskrives som et familiemedlem til kommandanten.
- 16:00 Thomma ankommer til Surathamphitak Militærbase, hvor han gjorde tjeneste. Her dræber han en vagt og stjæler skydevåben fra depotet. Tillige tager han en Humvee militærbil.
- 16:30 Thomma standser ved et buddhistisk tempel, hvor han åbner ild, da han bliver forfulgt. Her dræber han ni personer, inklusive en politiofficer, før han kører videre.
- 17:30 Thomma ankommer til indkøbscentret Terminal 21 i Korat by, hvor han åbner ild mod tilfældige personer, mindst 12 bliver dræbt.
- 17:50 Politiet afspærrer området i en radius af to kilometer omkring shoppingcentret.
- 18:00 Der lyder skud og udbryder brand efter en soldat rammer et elektrisk kontrolskab eller en brændstoftank.
- 18:30 Thomma opdaterer sin Facebook-side med "Døden er uundgåelig for alle".
- 20:00 Militæret bringer Thommas grædende mor fra Chaiyaphum-provinsen til Korat for at få hende til at overtale sin søn til overgivelse.
- 21:30 Facebook lukker Thommas profil.
- 22:15 Thailandske specialstyrker stormer indkøbscentret og hjælper hundredvis af indespærrede personer ud.
- 22:50 Politiet meddeler, at de har kontrol over stueetagen i indkøbscentret.

9. februar
- 00:30 Thomma undslipper til indkøbscentrets kælderetage, hvor han gemmer sig i en dagligvarebutik. Flere specialstyrker trænger ind i indkøbscentret.
- 02:00 Der høres skudveksling mens specialstyrker jagter Thomma.
- 03:00 To sårede bringes ud af indkøbscentret på bårer.
- 03:20 Mindst fire børn ses undslippe fra indkøbscentret.
- 08:00 Specialstyrker trænger nærmere ind på Thomma i kælderen.
- 09:05 Specialstyrker skyder og dræber Thomma.

Kilde: Reuters.

## Efterspil
Masseskyderiet efterlod en lang række spørgsmål, dels angående sikkerhed og adgang til våben, hvor hærchef, general Apirat Kongsompong, tidligere havde udtalt til Bangkok Post, at "alle våben skal holdes under godt vedlige og være klar til brug". Han understregede, at hæren "aldrig vil lade psykisk syge mennesker stjæle dem", idet han henviste til politiske modstandere af den siddende regering ledet af den tidligere hærchef, Prayuth Chan-o-cha. Det var lykkedes for sergent-major Jakrapanth Thomna at tage tre angrebsgeværer og to maskingpistoler fra sin militærbases våbendepot og slippe væk i et stjålet militært køretøj. Thomna var desuden indehaver af fem registrerede våben, som han lovligt havde indkøbt under hærens "velfærds-våbenprogram". Det blev til et spørgsmål om, det var nødvendigt for hærens officerer, selv at eje våben.
Sikkerheds ekspert ved Chulalongkorn University, Surachart Bamrungsuk, sagde at episoden i Korat ikke adskilte sig fra de masseskyderier, der ofte forekommer i USA, men den thailandske regering havde ingen konkrete foranstaltninger til at tackle en sådan hændelse. Politifolk var trænet til at håndtere grundlæggende kriminalitet, mens soldater var trænet til store slag eller traditionelle krigshandlinger. Derfor var de ikke forberedt til at klare en situation som denne, selv efter bombeattentatet ved Erawan Helligdommen i 2015.
Korat-provinsen besluttede at betale to millioner baht (~440.000 DKK pr. februar 2020) i kompensation til alle dræbtes efterladte, samt til sårede, der ville få varige mén, og 100.000 baht (~22.000 DKK pr. februar 2020) til de øvrige ofre, der var blevet behandlet på hospital.
Yderligere var der spørgsmål om hærofficerers bijob, med at foranledige ejendomshandel og udlån af penge til huskøb. Hæren er en af nationens største landbesiddere. Mange soldater erhverver et hus på jord lejet fra hæren, og de kan låne penge til både hus og indbo, hvor lånet i nogle tilfælde overstiger husets reelle værdi. Officerer kan ofte drage økonomisk fordel i form af en "provision", når de foranlediger underordnede til at underskrive en købsaftale, der ofte medfører en stor gældsbyrde.
Episoden medførte, at pensionerede officerer ikke kunne blive boende i subsiderede huse på militærets områder. Desuden blev en del af de omkring 40 forskellige slags forretninger på militære områder – inklusive hoteller, boksestadions og golfbaner – som officerer havde andel i, overført til Finans Ministeriet. Samtidig skulle såvel hæren, som flåde og luftvåben, tilbagelevere statsejet land til Finansministeriet. Dette var dog ikke direkte foranlediget af masseskyderiet i Korat.